# PDC Pro Tour 2005
Die PDC Pro Tour 2005 war die vierte Austragung der Dartsturnierserie von der PDC. Sie beinhaltete die UK Open Qualifiers und die Players Championships. Insgesamt wurden 16 Turniere und damit 3 mehr als im Vorjahr ausgetragen – 8 Players Championships und 8 UK Open Qualifiers.

## Preisgeld
Die Preisgelder sowohl für die UK Open Qualifiers als auch für die Players Championships entsprachen denselben wie im Vorjahr.
Sie unterteilten sich wie folgt:
| Runde         | Players Championships | UK Open Qualifiers |
| ------------- | --------------------- | ------------------ |
| Sieg          | £ 5.000               | £ 4.000            |
| Finale        | £ 2.500               | £ 2.000            |
| Halbfinale    | £ 1.250               | £ 1.000            |
| Viertelfinale | £ 600                 | £ 500              |
| Achtelfinale  | £ 300                 | £ 250              |
| Letzte 32     | £ 150                 | £ 100              |
| Letzte 64     | £ 75                  | £ 50               |
| Total         | £ 19.600              | £ 15.200           |

## Players Championships
| Nr. | Datum      | Turnier                                   | Austragungsort | Sieger        | Ergebnis | Finalist        |
| --- | ---------- | ----------------------------------------- | -------------- | ------------- | -------- | --------------- |
| 1   | 18.06.2005 | PDPA Players Championship Isle of Wight 1 | Isle of Wight  | Ronnie Baxter | 3 : 2    | Roland Scholten |
| 2   | 19.06.2005 | PDPA Players Championship Isle of Wight 2 | Isle of Wight  | Colin Lloyd   | 3 : 1    | Andy Jenkins    |
| 3   | 23.07.2005 | Bobby Bourn Memorial Trophy               | Blackpool      | Phil Taylor   | 3 : 0    | Wayne Mardle    |
| 4   | 24.09.2005 | PDPA Players Championship Wales           | Newport        | Phil Taylor   | 3 : 2    | Colin Lloyd     |
| 5   | 22.10.2005 | PDPA Players Championship Ireland         | Dublin         | Phil Taylor   | 3 : 2    | Bob Anderson    |
| 6   | 05.11.2005 | PDPA Players Championship Scotland        | Irvine         | Adrian Lewis  | 3 : 0    | Mick McGowan    |
| 7   | 12.11.2005 | PDPA Players Championship Netherlands 1   | Lisse          | Phil Taylor   | 3 : 0    | Colin Lloyd     |
| 8   | 13.11.2005 | PDPA Players Championship Netherlands 2   | Lisse          | Phil Taylor   | 3 : 0    | Steve Maish     |

## UK Open Qualifiers
| Nr.                        | Datum      | Turnier                   | Sieger       | Ergebnis | Finalist       |
| -------------------------- | ---------- | ------------------------- | ------------ | -------- | -------------- |
| UK Open Qualifiers 2004/05 |            |                           |              |          |                |
| 1                          | 19.01.2005 | North East Regional Final | Steve Hine   | 2 : 0    | Bob Anderson   |
| 2                          | 06.02.2005 | South West Regional Final | Andy Smith   | 2 : 0    | Andy Jenkins   |
| 3                          | 06.03.2005 | Southern Regional Final   | Denis Ovens  | 2 : 1    | Mark Dudbridge |
| 4                          | 20.03.2005 | North West Regional Final | Alex Roy     | 2 : 1    | Ronnie Baxter  |
| 5                          | 10.04.2005 | Midlands Regional Final   | Jimmy Mann   | 2 : 0    | Mark Walsh     |
| UK Open Qualifiers 2005/06 |            |                           |              |          |                |
| 6                          | 25.09.2005 | Welsh Regional Final      | Mark Walsh   | 2 : 1    | Phil Taylor    |
| 7                          | 23.10.2005 | Irish Regional Final      | Colin Lloyd  | 2 : 1    | Andy Smith     |
| 8                          | 06.11.2005 | Scottish Regional Final   | Adrian Lewis | 2 : 0    | Colin Lloyd    |